# Таллапуса (Джорджія)
Таллапуса (англ. Tallapoosa) — місто (англ. city) в США, в окрузі Гералсон штату Джорджія. Населення — 3227 осіб (2020).

## Географія
Таллапуса розташована за координатами 33°44′12″ пн. ш. 85°17′14″ зх. д. / 33.73667° пн. ш. 85.28722° зх. д. (33.736656, -85.287358).  За даними Бюро перепису населення США в 2010 році місто мало площу 26,04 км², з яких 25,97 км² — суходіл та 0,07 км² — водойми.

## Демографія
Згідно з переписом 2010 року, у місті мешкало 3170 осіб у 1283 домогосподарствах у складі 845 родин. Густота населення становила 122 особи/км².  Було 1553 помешкання (60/км²).
Расовий склад населення:
| - 92,3 % — білих - 4,8 % — чорних або афроамериканців - 0,8 % — азіатів - 0,1 % — корінних американців |

До двох чи більше рас належало 1,7 %. Частка іспаномовних становила 0,6 % від усіх жителів.
За віковим діапазоном населення розподілялося таким чином: 26,2 % — особи молодші 18 років, 57,0 % — особи у віці 18—64 років, 16,8 % — особи у віці 65 років та старші. Медіана віку мешканця становила 38,7 року. На 100 осіб жіночої статі у місті припадало 87,4 чоловіків;  на 100 жінок у віці від 18 років та старших — 81,7 чоловіків також старших 18 років.
Середній дохід на одне домашнє господарство  становив 49 406 доларів США (медіана — 38 097), а середній дохід на одну сім'ю — 59 936 доларів (медіана — 51 850). За межею бідності перебувало 24,0 % осіб, у тому числі 34,0 % дітей у віці до 18 років та 14,6 % осіб у віці 65 років та старших.
Цивільне працевлаштоване населення становило 1094 особи. Основні галузі зайнятості: освіта, охорона здоров'я та соціальна допомога — 28,9 %, виробництво — 17,6 %, мистецтво, розваги та відпочинок — 12,6 %, будівництво — 8,4 %.